# Lista de vice-prefeitos de Teresópolis
O cargo de vice-prefeito de Teresópolis já foi ocupado por 18 pessoas diferentes, sendo o primeiro Osvaldo Pereira de Oliveira, em 1955. De acordo com a Constituição de 1988, para ser vice-prefeito é necessário ser brasileiro nato e ter no mínimo 20 anos de idade. Em Teresópolis, de acordo com a Lei Orgânica Municipal, a idade mínima está fixada em 21 anos. O cargo de vice-prefeito tem como função principal substituir o prefeito caso ele seja removido judicialmente ou caso o cargo fique vago. Ele também deve auxiliar o prefeito sempre que for exigido.
Atualmente, o cargo está ocupado por Afif Francis Ribeiro, conhecida também como Dra. Afaf Ribeiro, filiada ao Democracia Cristã (DC).

## Vice-prefeitos
| N° | Vice-prefeito (Nascimento–falecimento)                                                                          | Fotografia | Período do mandato (duração do mandato)                                                                         | Partido | Partido | Prefeito | Referências e notas                                                                                             | Eleição |
| Quarta República (República Populista) (31 de janeiro de 1946 a 2 de abril de 1964 – 18 anos, 2 meses e 2 dias) | Quarta República (República Populista) (31 de janeiro de 1946 a 2 de abril de 1964 – 18 anos, 2 meses e 2 dias) | Quarta República (República Populista) (31 de janeiro de 1946 a 2 de abril de 1964 – 18 anos, 2 meses e 2 dias) | Quarta República (República Populista) (31 de janeiro de 1946 a 2 de abril de 1964 – 18 anos, 2 meses e 2 dias) | Quarta República (República Populista) (31 de janeiro de 1946 a 2 de abril de 1964 – 18 anos, 2 meses e 2 dias) | Quarta República (República Populista) (31 de janeiro de 1946 a 2 de abril de 1964 – 18 anos, 2 meses e 2 dias) | Quarta República (República Populista) (31 de janeiro de 1946 a 2 de abril de 1964 – 18 anos, 2 meses e 2 dias) | Quarta República (República Populista) (31 de janeiro de 1946 a 2 de abril de 1964 – 18 anos, 2 meses e 2 dias) | Quarta República (República Populista) (31 de janeiro de 1946 a 2 de abril de 1964 – 18 anos, 2 meses e 2 dias) |
| --- | --- | --- | --- | --- | --- | --- | --- | --- |
| 1 | Osvaldo Pereira de Oliveira                                                                                     | | 31 de janeiro de 1955 até 31 de março de 1959 (4 anos e 59 dias)                                                | | Desconhecido | José de Carvalho Janotti                                                                                        | — | 1954 |
| 2 | Irineu Dias da Rosa                                                                                             | | 31 de janeiro de 1959 até 31 de janeiro de 1963 (4 anos)                                                        | | Desconhecido | Omar Duarte Magalhães                                                                                           | — | 1958 |
| 3 | Avelar Silva | | 31 de janeiro de 1963 até 31 de janeiro de 1967 (4 anos)                                                        | | Desconhecido | Flávio Bortoluzzi Souza                                                                                         | — | 1962 |
| Quinta República (Regime Militar) (2 de abril de 1964 a 15 de março de 1985 – 20 anos, 11 meses e 13 dias)      | | | | | | | | |
| 4 | Pedro Raje Jahara (1921—2010)                                                                                   | | 31 de janeiro de 1967 até 31 de janeiro de 1971 (4 anos)                                                        | | ARENA | Waldir Barbosa Moreira                                                                                          | — | 1966 |
| 5 | Abel Cunha | | 31 de janeiro de 1971 até 31 de janeiro de 1973 (2 anos)                                                        | | ARENA | Flávio Bortoluzzi Souza                                                                                         | — | 1970 |
| 6 | Cesar Mattar (1936—2017)                                                                                        | | 31 de janeiro de 1973 até 31 de janeiro de 1977 (4 anos)                                                        | | MDB | Roger de Souza Malhardes                                                                                        | — | 1972 |
| 7 | Luiz Barbosa Corrêa (1930)                                                                                      | | 31 de janeiro de 1977 até 5 de maio de 1982 (5 anos e 94 dias)                                                  | | PMDB | Pedro Jahara | — | 1976 |
| Vago (271 dias)                                                                                                 | Vago (271 dias)                                                                                                 | Vago (271 dias)                                                                                                 | Vago (271 dias)                                                                                                 | Vago (271 dias)                                                                                                 | Vago (271 dias)                                                                                                 | Luiz Barbosa Corrêa                                                                                             | — | — |
| 8 | Waldir Barbosa Moreira                                                                                          | | 31 de janeiro de 1983 até 1 de janeiro de 1989 (6 anos e 336 dias)                                              | | PMDB | Celso Dalmaso                                                                                                   | [ 4 ] | 1982 |
| Sexta República (Nova República) (15 de março de 1985 à atualidade – 40 anos, 4 meses e 6 dias)                 | | | | | | | | |
| 9 | Roberto Ferreira da Rocha                                                                                       | | 1 de janeiro de 1989 até 31 de dezembro de 1992 (3 anos e 364 dias)                                             | | PMDB | Mário Tricano                                                                                                   | [ 5 ] | 1988 |
| Vago (1 dia) | Vago (1 dia) | Vago (1 dia) | Vago (1 dia) | Vago (1 dia) | Vago (1 dia) | Roberto Ferreira da Rocha                                                                                       | — | — |
| 10 | Carlos Alberto Marenga                                                                                          | | 1 de janeiro de 1993 até 1 de janeiro de 1997 (4 anos)                                                          | | PMDB | Luiz Barbosa Corrêa                                                                                             | — | 1992 |
| 11 | Afaf Francis Ribeiro                                                                                            | | 1 de janeiro de 1997 até 1 de janeiro de 2001 (4 anos)                                                          | | PMDB | Mário Tricano                                                                                                   | [ 6 ] | 1996 |
| 12 | Roberto Petto Gomes (1960)                                                                                      | | 1 de janeiro de 2001 até 1 de abril de 2003 (2 anos e 90 dias)                                                  | | PDT | Mário Tricano                                                                                                   | [ 7 ] | 2000 |
| Vago (1 ano e 275 dias)                                                                                         | Vago (1 ano e 275 dias)                                                                                         | Vago (1 ano e 275 dias)                                                                                         | Vago (1 ano e 275 dias)                                                                                         | Vago (1 ano e 275 dias)                                                                                         | Vago (1 ano e 275 dias)                                                                                         | Roberto Petto Gomes                                                                                             | — | — |
| 13 | Afaf Francis Ribeiro                                                                                            | | 1 de janeiro de 2005 até 1 de janeiro de 2009 (4 anos)                                                          | | PMDB | Roberto Petto Gomes                                                                                             | — | 2004 |
| 14 | Roberto José Pinto (1944{—2011)                                                                                 | | 1 de janeiro de 2009 até 5 de agosto de 2011 (2 anos e 216 dias)                                                | | PR | Jorge Mário | — | 2008 |
| Vago (1 ano e 149 dias)                                                                                         | Vago (1 ano e 149 dias)                                                                                         | Vago (1 ano e 149 dias)                                                                                         | Vago (1 ano e 149 dias)                                                                                         | Vago (1 ano e 149 dias)                                                                                         | Vago (1 ano e 149 dias)                                                                                         | Roberto José Pinto                                                                                              | — | — |
| Vago (1 ano e 149 dias)                                                                                         | Vago (1 ano e 149 dias)                                                                                         | Vago (1 ano e 149 dias)                                                                                         | Vago (1 ano e 149 dias)                                                                                         | Vago (1 ano e 149 dias)                                                                                         | Vago (1 ano e 149 dias)                                                                                         | Arlei Rosa | — | — |
| 15 | Márcio Hastenreiter Catão (1963)                                                                                | | 1 de janeiro de 2013 até 29 de outubro de 2015 (2 anos e 301 dias)                                              | | PSD | Arlei Rosa | — | 2012 |
| 16 | Darcy Sandro Dias (1968)                                                                                        | | 20 de janeiro de 2016 até 4 de abril de 2018 (2 anos e 74 dias)                                                 | | PP | Mário Tricano                                                                                                   | [ nota 1 ] | 2012 2016 |
| Vago (140 dias)                                                                                                 | Vago (140 dias)                                                                                                 | Vago (140 dias)                                                                                                 | Vago (140 dias)                                                                                                 | Vago (140 dias)                                                                                                 | Vago (140 dias)                                                                                                 | Pedro Gil | — | — |
| 17 | Ari Boulanger Scussel Junior                                                                                    | | 1 de julho de 2018 (6 anos e 183 dias)                                                                          | | Republicanos | Vinicius Claussen                                                                                               | [ 12 ] | 2018 2020 |
| 18 | Afaf Francis Ribeiro                                                                                            | | 1 de janeiro de 2025 (201 dias até o momento)                                                                   | | DC | Leonardo Vasconcellos                                                                                           | [ 3 ] | 2024 |